# Ludmila Mikaël
Ludmila Mikaël (* 27. April 1947 in Paris) ist eine französische Schauspielerin.

## Leben
Vor allem am Theater eine Größe (Mitglied der Comédie-Française), debütierte die Tochter des Malers Pierre Dmitrienko bereits 1968 im Film. Ihre bekannteste Rolle hatte sie als Yves Montands Geliebte in Claude Sautets Vincent, François, Paul und die anderen. 1990 wurde sie für ihre Rolle in Weiße Hochzeit für den César nominiert. Bekannt ist sie auch durch Pierre Schoendoerffers Diên Biên Phú – Symphonie des Untergangs (1992). 2003 agierte sie in Die Herzen der Männer.
Seit 1967 hat sie mehr als 80 Filme gedreht.
Aus der Ehe mit dem britischen Theaterregisseur Terry Hands stammt die Tochter Marina Hands, eine ebenfalls bekannte Schauspielerin.

## Filmografie (Auswahl)
- 1967: Der Sprung (Le Saut)
- 1968: Der Sergeant (The Sergeant)
- 1974: Vincent, François, Paul und die anderen (Vincent, François, Paul… et les autres)
- 1977: Russisches Dreieck (Bonheur, impair et passe)
- 1987: Inseln der Illusion
- 1988: Haute Tension: Der Tod an der Angel (Histoire d’ombres)
- 1988: Natalia
- 1989: Die große Kapriole (La Grande cabriole)
- 1989: Weiße Hochzeit (Noce Blanche)
- 1991: Diên Biên Phú – Symphonie des Untergangs (Diên Biên Phu)
- 1991: Ein Schluck mit Folgen (Coup de jeune)
- 1992: Stille Wasser (Les Eaux dormantes)
- 1993: Tödliche Dosis (Dose mortelle)
- 2001: L’Art (délicat) de la séduction
- 2003: Der Tango der Rashevskis (Le Tango des Rashevski)
- 2003: Die Herzen der Männer (Le Cœur des Hommes)
- 2005: In äußerster Bedrängnis (Aux abois)
- 2006: Tödlicher Kompromiss (René Bousquet ou le Grand Arrangement)
- 2011: Braquo (Fernsehserie, 4 Folgen)
- 2014: Mary Higgins Clark: Mysteriöse Verbrechen – Warte, bis Du schläfst (Collection Mary Higgins Clark, la reine du suspense; Fernsehserie, Folge: Où-es tu maintenant?)
- 2023: Icon of French Cinema
- 2024: Die leisen und die großen Töne (En Fanfare)